# تانر كوهن
تانر كوهن (بالإنجليزية: Tanner Cohen)‏ هو مغني وممثل أمريكي، ولد في 1986. بدأ مشواره المهني سنة 2006.

## وصلات خارجية
- تانر كوهن على موقع IMDb (الإنجليزية)
- تانر كوهن على موقع ألو سيني (الفرنسية)
- تانر كوهن على موقع ميوزك برينز (الإنجليزية)
- تانر كوهن على موقع أول موفي (الإنجليزية)
- تانر كوهن على موقع قاعدة بيانات الفيلم (الإنجليزية)
- تانر كوهن على موقع كينوبويسك (الروسية)